# AFI's 100 Years... 100 Songs

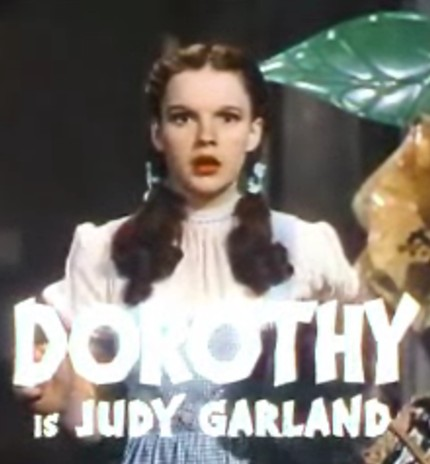
Judy Garland dans Le Magicien d'Oz

AFI's 100 Years… 100 Songs est le classement des plus grandes chansons du cinéma américain selon l'American Film Institute (AFI).
La liste a été dévoilée le 22 juin 2004 dans une émission diffusée sur CBS et présentée par l'acteur John Travolta qui avait joué dans deux des films cités : La Fièvre du samedi soir et Grease.
Parmi les 100 chansons citées :
- 61 ont été spécialement composées pour le film, ou y font leur première apparition.
- 22 proviennent de comédies musicales de Broadway.
- 4 ont déjà été utilisées pour des films antérieurs.
- 12 ont été interprétées en dehors du film.
- la chanson Summertime, classée à la 52e position, est tirée de l'opéra Porgy and Bess et n'a guère fait qu'une apparition télévisée en 1967.
- 4 des chansons proviennent de dessins animés, tous issus des studios Disney.

Parmi les films, Chantons sous la pluie, La Mélodie du bonheur et West Side Story sont les plus cités avec 3 chansons chacun. Les films Le Magicien d'Oz, Une étoile est née, Funny Girl et Le Chant du Missouri ont chacun 2 chansons citées.
Judy Garland est la chanteuse la plus représentée avec 5 titres. Elle est suivie par Julie Andrews et Barbra Streisand avec 4 titres chacune.
Gene Kelly est le chanteur le plus représenté avec 5 titres, il est suivi par Fred Astaire avec 4 titres.

## La liste
| Place | Chanson                                              | Film                                   | Interprété à l'écran par                                                  |
| ----- | ---------------------------------------------------- | -------------------------------------- | ------------------------------------------------------------------------- |
| 1.    | Over the Rainbow                                     | Le Magicien d'Oz                       | Judy Garland                                                              |
| 2.    | Comme le temps passe (As Time Goes By)               | Casablanca                             | Dooley Wilson                                                             |
| 3.    | Singin' in the Rain                                  | Chantons sous la pluie                 | Gene Kelly                                                                |
| 4.    | Moon River                                           | Diamants sur canapé                    | Audrey Hepburn                                                            |
| 5.    | White Christmas                                      | L'amour chante et danse                | Bing Crosby et Marjorie Reynolds                                          |
| 6.    | Mrs. Robinson                                        | Le Lauréat                             | Simon et Garfunkel                                                        |
| 7.    | Quand on prie la bonne étoile                        | Pinocchio                              | Cliff Edwards                                                             |
| 8.    | The Way We Were                                      | Nos plus belles années                 | Barbra Streisand                                                          |
| 9.    | Stayin' Alive                                        | La Fièvre du samedi soir               | Bee Gees                                                                  |
| 10.   | Chanson des Collines                                 | La Mélodie du bonheur                  | Julie Andrews                                                             |
| 11.   | The Man that Got Away                                | Une étoile est née                     | Judy Garland                                                              |
| 12.   | Diamonds Are a Girl's Best Friend                    | Les hommes préfèrent les blondes       | Marilyn Monroe                                                            |
| 13.   | People                                               | Funny Girl                             | Barbra Streisand                                                          |
| 14.   | My Heart Will Go On                                  | Titanic                                | Céline Dion                                                               |
| 15.   | Cheek to Cheek                                       | Le Danseur du dessus                   | Fred Astaire                                                              |
| 16.   | Evergreen                                            | Une étoile est née                     | Barbra Streisand                                                          |
| 17.   | J'aurais aimé danser (I Could Have Danced All Night) | My Fair Lady                           | Audrey Hepburn                                                            |
| 18.   | Cabaret                                              | Cabaret                                | Liza Minnelli                                                             |
| 19.   | Un jour mon prince viendra                           | Blanche-Neige et les Sept Nains        | Adriana Caselotti                                                         |
| 20.   | Somewhere                                            | West Side Story                        | Richard Beymer et Natalie Wood                                            |
| 21.   | Jailhouse Rock                                       | Le Rock du bagne                       | Elvis Presley                                                             |
| 22.   | Everybody's Talkin'                                  | Macadam Cowboy                         | Harry Nilsson                                                             |
| 23.   | Raindrops Keep Fallin' on My Head                    | Butch Cassidy et le Kid                | B. J. Thomas                                                              |
| 24.   | Ol' Man River                                        | Show Boat                              | Paul Robeson                                                              |
| 25.   | High Noon (Do Not Forsake Me, Oh My Darlin')         | Le train sifflera trois fois           | Tex Ritter                                                                |
| 26.   | The Trolley Song                                     | Le Chant du Missouri                   | Judy Garland                                                              |
| 27.   | Unchained Melody                                     | Ghost                                  | The Righteous Brothers                                                    |
| 28.   | Some Enchanted Evening                               | South Pacific                          | Rossano Brazzi                                                            |
| 29.   | Born to Be Wild                                      | Easy Rider                             | Steppenwolf                                                               |
| 30.   | Stormy Weather                                       | Symphonie magique                      | Lena Horne                                                                |
| 31.   | Theme from New York, New York                        | New York, New York                     | Liza Minnelli                                                             |
| 32.   | I Got Rhythm                                         | Un Américain à Paris                   | Gene Kelly                                                                |
| 33.   | Aquarius / Let the Sunshine In                       | Hair                                   | Ren Woods                                                                 |
| 34.   | Let's Call the Whole Thing Off                       | L'Entreprenant Monsieur Petrov         | Fred Astaire et Ginger Rogers                                             |
| 35.   | America                                              | West Side Story                        | Rita Moreno, Suzie Kaye, George Chakiris, Yvonne Wilder et les Sharks     |
| 36.   | Supercalifragilisticexpialidocious                   | Mary Poppins                           | Julie Andrews et Dick Van Dyke                                            |
| 37.   | Swinging on a Star                                   | La Route semée d'étoiles               | Bing Crosby                                                               |
| 38.   | Theme from Shaft                                     | Les Nuits rouges de Harlem             | Isaac Hayes                                                               |
| 39.   | Days of Wine and Roses                               | Le Jour du vin et des roses            | chœur                                                                     |
| 40.   | Fight the Power                                      | Do the Right Thing                     | Public Enemy                                                              |
| 41.   | New York, New York                                   | Un jour à New York                     | Gene Kelly, Frank Sinatra et Jules Munshin                                |
| 42.   | Luck Be a Lady Tonight                               | Blanches Colombes et Vilains Messieurs | Marlon Brando                                                             |
| 43.   | The Way You Look Tonight                             | Sur les ailes de la danse              | Fred Astaire                                                              |
| 44.   | Wind Beneath My Wings                                | Au fil de la vie                       | Bette Midler                                                              |
| 45.   | That's Entertainment!                                | Tous en scène                          | Fred Astaire, Jack Buchanan, Nanette Fabray, Oscar Levant et Cyd Charisse |
| 46.   | Don't Rain on My Parade                              | Funny Girl                             | Barbra Streisand                                                          |
| 47.   | Zip-a-Dee-Doo-Dah                                    | Mélodie du Sud                         | James Baskett                                                             |
| 48.   | Que Sera, Sera (Whatever Will Be, Will Be)           | L'Homme qui en savait trop             | Doris Day                                                                 |
| 49.   | Make 'Em Laugh                                       | Chantons sous la pluie                 | Donald O'Connor                                                           |
| 50.   | Rock Around the Clock                                | Graine de violence                     | Bill Haley and the Comets                                                 |
| 51.   | Fame                                                 | Fame                                   | Irene Cara                                                                |
| 52.   | Summertime                                           | Porgy and Bess                         |                                                                           |
| 53.   | Goldfinger                                           | Goldfinger                             | Shirley Bassey                                                            |
| 54    | Shall We Dance?                                      | Le Roi et moi                          | Deborah Kerr et Yul Brynner                                               |
| 55.   | What a Feeling                                       | Flashdance                             | Irene Cara                                                                |
| 56.   | Thank Heaven for Little Girls                        | Gigi                                   | Maurice Chevalier                                                         |
| 57.   | The Windmills of Your Mind                           | L'Affaire Thomas Crown                 | Noel Harrison                                                             |
| 58.   | Gonna Fly Now                                        | Rocky                                  | Deetta West et Nelson Pigford                                             |
| 59.   | Tonight                                              | West Side Story                        | Richard Beymer et Natalie Wood                                            |
| 60.   | It Had To Be You                                     | Quand Harry rencontre Sally            | Frank Sinatra                                                             |
| 61.   | Get Happy                                            | La Jolie Fermière                      | Judy Garland                                                              |
| 62.   | Histoire Eternelle                                   | La Belle et la Bête                    | Angela Lansbury                                                           |
| 63.   | Thanks for the Memory                                | Big Broadcast of 1938                  | Bob Hope et Shirley Ross                                                  |
| 64.   | My Favorite Things                                   | La Mélodie du bonheur                  | Julie Andrews                                                             |
| 65.   | I Will Always Love You                               | Bodyguard                              | Whitney Houston                                                           |
| 66.   | Suicide Is Painless                                  | M*A*S*H                                | Johnny Mandel                                                             |
| 67.   | Nobody Does It Better                                | L'Espion qui m'aimait                  | Carly Simon                                                               |
| 68.   | Streets of Philadelphia                              | Philadelphia                           | Bruce Springsteen                                                         |
| 69.   | On the Good Ship Lollipop                            | Shirley aviatrice                      | Shirley Temple                                                            |
| 70.   | Summer Nights                                        | Grease                                 | John Travolta et Olivia Newton-John                                       |
| 71.   | The Yankee Doodle Boy                                | La Glorieuse Parade                    | James Cagney                                                              |
| 72.   | Good Morning                                         | Chantons sous la pluie                 | Gene Kelly, Donald O'Connor et Debbie Reynolds                            |
| 73.   | Isn't It Romantic?                                   | Aimez-moi ce soir                      | Maurice Chevalier, Bert Roach, Rolfe Sedan et Jeanette MacDonald          |
| 74.   | The Rainbow Connection                               | Les Muppets, le film                   | Jim Henson                                                                |
| 75.   | Up Where We Belong                                   | Officier et gentleman                  | Joe Cocker et Jennifer Warnes                                             |
| 76.   | Have Yourself a Merry Little Christmas               | Le Chant du Missouri                   | Judy Garland                                                              |
| 77.   | The Shadow of Your Smile                             | Le Chevalier des sables                | Johnny Mandel                                                             |
| 78.   | 9 to 5                                               | Comment se débarrasser de son patron   | Dolly Parton                                                              |
| 79.   | Arthur's Theme                                       | Arthur                                 | Christopher Cross                                                         |
| 80.   | Springtime for Hitler                                | Les Producteurs                        | Mel Brooks                                                                |
| 81.   | I'm Easy                                             | Nashville                              | Keith Carradine                                                           |
| 82.   | Ding-Dong! The Witch Is Dead                         | Le Magicien d'Oz                       |                                                                           |
| 83.   | The Rose                                             | The Rose                               | Bette Midler                                                              |
| 84.   | Put the Blame on Mame                                | Gilda                                  | Rita Hayworth                                                             |
| 85.   | Come What May                                        | Moulin Rouge                           | Nicole Kidman et Ewan McGregor                                            |
| 86.   | (I've Had) The Time of My Life                       | Dirty Dancing                          | Bill Medley et Jennifer Warnes                                            |
| 87.   | Buttons and Bows                                     | Visage pâle                            | Bob Hope                                                                  |
| 88.   | Do-Ré-Mi                                             | La Mélodie du bonheur                  | Julie Andrews                                                             |
| 89.   | Puttin' On the Ritz                                  | Frankenstein Junior                    | Gene Wilder et Peter Boyle                                                |
| 90.   | Seems Like Old Times                                 | Annie Hall                             | Diane Keaton                                                              |
| 91.   | Let the River Run                                    | Working Girl                           | Carly Simon                                                               |
| 92.   | Long Ago (And Far Away)                              | La Reine de Broadway                   | Gene Kelly et Rita Hayworth                                               |
| 93.   | Lose Yourself                                        | 8 Mile                                 | Eminem                                                                    |
| 94.   | Ain't Too Proud to Beg                               | Les Copains d'abord                    | The Temptations                                                           |
| 95.   | Road to Morocco                                      | En route vers le Maroc                 | Bing Crosby et Bob Hope                                                   |
| 96.   | Footloose                                            | Footloose                              | Kenny Loggins                                                             |
| 97.   | 42nd Street                                          | 42e Rue                                | Dick Powell                                                               |
| 98.   | All That Jazz                                        | Chicago                                | Catherine Zeta-Jones, Renée Zellweger et Taye Diggs                       |
| 99.   | Hakuna Matata                                        | Le Roi lion                            | Nathan Lane, Ernie Sabella, Jason Weaver et Joseph Williams               |
| 100.  | Old Time Rock and Roll                               | Risky Business                         | Bob Seger                                                                 |